# Karabin T86
T86 – tajwański karabin szturmowy kalibru 5,56 × 45 mm NATO. Karabin T86 został zaprojektowany w firmie Hsin Ho Machinery Corporation.
T86 jest konstrukcją wzorowaną na karabinie M16. Podstawowymi różnicami są krótsza lufa i zastosowanie teleskopowej kolby o zmiennej długości. Wyposażenie dodatkowe karabinu T86 obejmuje celownik optyczny, oświetlenie taktyczne, laserowy wskaźnik celu i 40 mm granatnik podwieszany T85.